# Біля старого млина
«Біля старого млина» — радянський художній фільм 1972 року режисера Усенжана Ібрагімова, знятий на кіностудії «Киргизфільм».

## Сюжет
Молода випускниця педінституту Асем приїжджає працювати вчителькою в сільську школу далекого села Кадам. Асем знайомиться з місцевим ковалем Медером, що відновлює нікому не потрібний старий млин, вірячи притчі про покинутий млин, який потрібно відновити за будь-що. І незважаючи на труднощі, конфлікт з директором школи, Асем вирішує залишитися тут, у цьому селі, де колись працював її батько — був першим учителем села — в роки ліквідації безграмотності навчав грамоти малих і дорослих, залишивши по собі добру пам'ять. Фільм неначе продовжує фільм «Перший вчитель» за однойменною повістю Чингіза Айматова, де головну роль Алтинай, сироти, яку в 1920-ті роки навчає вчитель Дюйшен, грала та сама актриса, що Й виконує роль Асем — Наталія Арінбасарова.

## У ролях
- Наталія Арінбасарова — Асем, молода вчителька
- Совєтбек Джумадилов — Момой, директор школи
- Асанбек Умуралієв — Медер, коваль
- Бакірдін Алієв — Актаз
- Джамал Сейдакматова — Манасчі
- Асанкул Куттубаєв — Капар-Агай
- Мукан Рискулбеков — Чокморов
- А. Чодронов — Іса
- С. Турапов — Анарбай
- І. Танікєєва — Раушан
- Ж. Кулмухаметов — Абакір
- У. Іманбеков — Балбай
- І. Шершенов — Такін

## Знімальна група
- Режисер — Усенжан Ібрагімов
- Сценарист — Кадиркул Омуркулов
- Оператор — Олексій Кім
- Композитор — Есенгул Джумабаєв
- Художник — Казбек Жусупов